# NGC 7125
NGC 7125 is een balkspiraalstelsel in het sterrenbeeld Indiaan. Het hemelobject werd op 22 juli 1835 ontdekt door de Britse astronoom John Herschel.

## Synoniemen
- ESO 145-17
- AM 2145-605
- IRAS 21456-6056
- PGC 67417